# Hugonia elliptica
Hugonia elliptica är en linväxtart som beskrevs av N. Robson. Hugonia elliptica ingår i släktet Hugonia och familjen linväxter. Inga underarter finns listade i Catalogue of Life.